# Liste d'écrivains québécois par ordre alphabétique (A)
Pour un article plus général, voir Littérature québécoise.
| Nom                           | Naissance                                  | Décès                      | Genre(s) littéraire(s)                 | Œuvre(s) majeure(s)                                            | Prix reçus                                                                                    |
| Mélikah Abdelmoumen           | Chicoutimi 1972                            |                            | roman                                  | Chair d'assaut Alia                                            |                                                                                               |
| José Acquelin                 | Montréal 4 avril 1956                      |                            | poésie                                 | L'oiseau respirable Jaune rouge bleu                           | Grand Prix des Métiers d'Art du Québec (2000)                                                 |
| Marie-Célie Agnant            | Port-au-Prince, Haïti 1953                 |                            | poésie roman nouvelle                  | Le silence comme le sang                                       |                                                                                               |
| Donald Alarie                 | Montréal 1945                              |                            | roman nouvelle poésie                  | Jérôme et les mots                                             | Prix Jean-Béraud-Molson (1980)                                                                |
| Gabriel Allaire               | Saint-Hyacinthe 13 septembre 1990          |                            | roman                                  | Pas de géants                                                  | Prix Robert Walser (2018)                                                                     |
| Francine Allard               | Verdun 16 octobre 1949                     |                            | roman récit essai-étude                |                                                                |                                                                                               |
| Jacques Allard                | La Tuque 1er décembre 1939                 |                            | roman                                  |                                                                |                                                                                               |
| Michelle Allen                |                                            |                            | théâtre                                | Morgane                                                        | Prix littéraires du Journal de Montréal (1994)                                                |
| Anne-Marie Alonzo             | Alexandrie, Égypte 13 décembre 1951        | 11 juin 2005               | conte poésie théâtre roman essai-étude |                                                                |                                                                                               |
| Rita Amabili-Rivet            | Montréal 15 décembre 1954                  |                            | roman poésie roman jeunesse théâtre    | Guido, le roman d'un immigrant                                 |                                                                                               |
| Jacques-Pierre Amée           | Dakar 19 juin 1953                         |                            | poésie roman récit                     | Le Butor étoilé                                                |                                                                                               |
| Renée Amiot                   |                                            |                            |                                        |                                                                |                                                                                               |
| Guy Amou                      | Lomé, Togo 4 février 1959                  |                            | roman nouvelle essai-étude             |                                                                |                                                                                               |
| Geneviève Amyot               | Saint-Augustin de Portneuf 10 janvier 1945 | 11 juin 2000               | roman récit poésie                     | Corps d'atelier                                                | Prix de poésie Terrasses Saint-Sulpice (1990)                                                 |
| Margareta Amza                | Bucarest, Roumanie 23 novembre 1929        |                            | roman                                  |                                                                |                                                                                               |
| Gabriel Anctil                | Montréal, 16 août 1979                     |                            | roman                                  | Sur la 132 La tempête Les aventures érotiques d'un écorché vif |                                                                                               |
| Marguerite Andersen           | Allemagne 15 octobre 1926                  |                            | roman poésie essai-étude               | De mémoire de femme La soupe Parallèles                        | Prix littéraires du Journal de Montréal (1983) Grand Prix du Salon du livre de Toronto (1996) |
| Bernard Andrès                | Oran, Algérie 1949                         |                            | récit théâtre essai-étude              |                                                                | Prix Marcel-Couture (2000)                                                                    |
| Ginette Anfousse              | Montréal 27 mai 1944                       |                            | jeunesse                               |                                                                |                                                                                               |
| François-Albert Angers        | Québec 21 mai 1909                         | 14 juillet 2003            | essai-étude                            |                                                                |                                                                                               |
| Georges Anglade               | Port-au-Prince, Haïti 1944                 | 12 janvier 2010            | essai-étude roman nouvelle             |                                                                |                                                                                               |
| Yves Antoine                  | Port-au-Prince, Haïti 12 décembre 1941     |                            | poésie essai-étude                     |                                                                |                                                                                               |
| Jean-Pierre April             | Rivière-du-Loup 16 juillet 1948            |                            | roman nouvelle essai-étude             |                                                                |                                                                                               |
| Hubert Aquin                  | Montréal 24 octobre 1929                   | Montréal 15 mars 1977      | roman                                  |                                                                |                                                                                               |
| Nelly Arcan                   | Lac-Mégantic 5 mars 1973                   | Montréal 24 septembre 2009 | roman                                  |                                                                |                                                                                               |
| Gilles Archambault            | Montréal 19 septembre 1933                 |                            | roman récit nouvelle                   |                                                                |                                                                                               |
| Olivar Asselin                | Saint-Hilarion, Charlevoix 1874            | 1937                       | essai-étude                            |                                                                |                                                                                               |
| Bernard Assiniwi              | 31 juillet 1935                            | 4 septembre 2000           | conte essai-étude roman                |                                                                |                                                                                               |
| Nora Atalla                   | Le Caire Égypte 1957                       |                            | poésie roman                           |                                                                | Grand Prix des Poètes francophones (2006) Apollon d'Or de Poésie Vivante (2008)               |
| Philippe Aubert de Gaspé Fils | Québec 8 avril 1814                        | Halifax 7 mars 1841        |                                        |                                                                |                                                                                               |
| Philippe Aubert de Gaspé      | Québec 30 octobre 1786                     | 29 janvier 1871            | essai-étude                            |                                                                |                                                                                               |
| Denis Aubin                   | Montréal 27 avril 1952                     |                            | poésie roman nouvelle                  |                                                                |                                                                                               |
| Georges Aubin                 |                                            |                            |                                        |                                                                |                                                                                               |
| Napoléon Aubin                | 1812                                       | 1890                       | essai                                  |                                                                |                                                                                               |
| Suzanne Aubry                 | 1956                                       |                            |                                        |                                                                |                                                                                               |
| Élaine Audet                  | Québec 29 août 1936                        |                            | poésie essai-étude                     |                                                                |                                                                                               |
| Martine Audet                 | Montréal 1961                              |                            | poésie                                 |                                                                | Prix de poésie Terrasses Saint-Sulpice (2000) Prix Alain-Grandbois (2001)                     |
| Noël Audet                    | 23 décembre 1938                           | 29 décembre 2005           | roman récit essai-étude                |                                                                |                                                                                               |
| François Avard                | Saint-Hyacinthe 6 juin 1968                |                            | roman nouvelle recueil                 | Pour de vrai                                                   | Grand prix littéraire Archambault (2005)                                                      |
| Samuel Larochelle             | Amos, 1986                                 |                            | Roman, recueil, nouvelle, biographie   | Elias et Justine                                               | Prix du Gouverneur générale (2023)                                                            |